# Воронов, Савватий Михайлович
Савватий Михайлович Во́ронов (1899—1953) — советский металлург. Доктор технических наук, профессор. Лауреат двух Сталинских премий.

## Биография
Родился 17 (29 марта) 1899 года в Ростове (ныне Ярославская область) в семье священника Введенской церкви Михаила Петровича Воронова, потомственного почетного гражданина. Окончил гимназию (1917, с золотой медалью) и МВТУ имени Н. Э. Баумана, химический факультет (1920—1926). Ученик А. М. Бочвара.
В 1926—1930 годах работал на заводе имени Осоавихима.
В 1930—1931 годах помощник главного инженера, в 1931—1946 годах главный металлург первого в СССР завода по производству полуфабрикатов из легких сплавов (завод № 95) в Москве, с 1941 года — в эвакуации в Верхней Салде (Свердловская область).
Занимался вопросами плавления и обработки металлов давлением, влиянием состава и термообработки на свойства сплавов. Один из основоположников и создателей производства алюминиевых и магниевых сплавов в СССР.
За неординарные научные изыскания в 1938 году присвоена ученая степень кандидата технических наук без защиты диссертации.
В 1946—1953 годах заместитель директора и зав. кафедрой МАТИ.
Доктор технических наук (1944), профессор.
Умер в 1953 году. Похоронен в Москве на Армянском кладбище.

## Память
В его честь названы улицы в Верхней Салде и в Красноярске (микрорайон «Зелёная роща»).

## Награды и премии
- Сталинская премия второй степени (1946) — за разработку состава и технологии обработки новых лёгких сплавов, получивших широкое применение в самолётостроении
- Сталинская премия третьей степени (1949) — за разработку и промышленное внедрение нового высокопрочного сплава
- орден Трудового Красного Знамени (1938)
- орден Ленина
- орден Красной Звезды
- медали